# Silicon Beach Software
Silicon Beach Software est une entreprise américaine de développement de jeux vidéo et de logiciels sur Macintosh, fondée en 1984 à San Diego (Californie) par Charlie Jackson et sa femme.
L'entreprise est à l'origine du logiciel FutureWave Software qui deviendra Adobe Flash Professional ainsi que la série de jeux vidéo Dark Castle de 1986.
En 1990, la société Aldus acquiert Silicon Beach Software pour le développement de logiciel.